# Peter Mueller (hockey sur glace)
Pour les articles homonymes, voir Peter Mueller et Mueller.
Ne doit pas être confondu avec Peter Müller, joueur suisse de hockey sur glace, né en 1896.
Peter Mueller (né le 14 avril 1988 à Bloomington, Minnesota aux États-Unis) est un joueur professionnel américain de hockey sur glace.

## Carrière
Issu du programme de développement de l'équipe nationale américaine, il joue également deux saisons avec les Silvertips d'Everett de la Ligue de hockey de l'Ouest. Ses performances lui permettent d'être sélectionné au premier tour par les Coyotes de Phoenix lors du repêchage de la Ligue nationale de hockey de 2006. De plus, il est sélectionné dans l'équipe d'étoiles de la ligue et nommé recrue de l'année.
Après une deuxième année chez les Silvertips en 2006-2007, il perce l'alignement régulier des Coyotes en 2007-2008. Il y récolte 54 points en 81 parties lors de sa saison recrue.
Le 3 mars 2010, les Coyotes le cèdent avec Kevin Porter à l'Avalanche du Colorado en retour de Wojtek Wolski.

## Statistiques

### En club
| Saison     | Équipe                        | Ligue          |     | Saison régulière | Saison régulière | Saison régulière | Saison régulière | Saison régulière |    | Séries éliminatoires | Séries éliminatoires | Séries éliminatoires | Séries éliminatoires | Séries éliminatoires |
| Saison     | Équipe                        | Ligue          | PJ  | B                | A                | Pts              | Pun              | PJ               | B  | A                    | Pts                  | Pun                  |                      |                      |
| 2003-2004  | Équipe des États-Unis -17 ans | U-17           | 17  | 4                | 9                | 13               | 25               | -                | -  | -                    | -                    | -                    |                      |                      |
| 2003-2004  | Équipe des États-Unis -18 ans | NAHL           | 43  | 10               | 16               | 26               | 26               | -                | -  | -                    | -                    | -                    |                      |                      |
| 2004-2005  | Équipe des États-Unis -18 ans | U-18           | 43  | 27               | 27               | 54               | 75               | -                | -  | -                    | -                    | -                    |                      |                      |
| 2004-2005  | Équipe des États-Unis -18 ans | NAHL           | 14  | 11               | 13               | 24               | 16               | -                | -  | -                    | -                    | -                    |                      |                      |
| 2005-2006  | Silvertips d'Everett          | LHOu           | 52  | 26               | 32               | 58               | 44               | 15               | 7  | 6                    | 13                   | 10                   |                      |                      |
| 2006-2007  | Silvertips d'Everett          | LHOu           | 51  | 21               | 57               | 78               | 45               | 12               | 7  | 9                    | 16                   | 12                   |                      |                      |
| 2007-2008  | Coyotes de Phoenix            | LNH            | 81  | 22               | 32               | 54               | 32               | -                | -  | -                    | -                    | -                    |                      |                      |
| 2008-2009  | Coyotes de Phoenix            | LNH            | 72  | 13               | 23               | 36               | 24               | -                | -  | -                    | -                    | -                    |                      |                      |
| 2009-2010  | Coyotes de Phoenix            | LNH            | 54  | 4                | 13               | 17               | 8                | -                | -  | -                    | -                    | -                    |                      |                      |
| 2009-2010  | Avalanche du Colorado         | LNH            | 15  | 9                | 11               | 20               | 8                | -                | -  | -                    | -                    | -                    |                      |                      |
| 2011-2012  | Avalanche du Colorado         | LNH            | 32  | 7                | 9                | 16               | 8                | -                | -  | -                    | -                    | -                    |                      |                      |
| 2012-2013  | Panthers de la Floride        | LNH            | 43  | 8                | 9                | 17               | 18               | -                | -  | -                    | -                    | -                    |                      |                      |
| 2013-2014  | EHC Kloten                    | LNA            | 49  | 24               | 22               | 46               | 12               | 10               | 2  | 1                    | 3                    | 4                    |                      |                      |
| 2014-2015  | EHC Kloten                    | LNA            | 34  | 10               | 7                | 17               | 12               | 5                | 0  | 1                    | 1                    | 0                    |                      |                      |
| 2015-2016  | Malmö Redhawks                | SHL            | 43  | 13               | 12               | 25               | 16               | -                | -  | -                    | -                    | -                    |                      |                      |
| 2016-2017  | Bruins de Providence          | LAH            | 56  | 13               | 12               | 25               | 20               | 11               | 1  | 2                    | 3                    | 2                    |                      |                      |
| 2017-2018  | EC Red Bull Salzbourg         | EBEL           | 38  | 14               | 28               | 42               | 18               | 19               | 5  | 14                   | 19                   | 10                   |                      |                      |
| 2018-2019  | HC Kometa Brno                | Extraliga Tch. | 43  | 24               | 21               | 45               | 42               | 9                | 10 | 6                    | 3                    | 9                    |                      |                      |
| 2019-2020  | HC Kometa Brno                | Extraliga Tch. | 33  | 14               | 24               | 38               | 24               | -                | -  | -                    | -                    | -                    |                      |                      |
| 2020-2021  | HC Kometa Brno                | Extraliga Tch. | 46  | 29               | 35               | 64               | 14               | 9                | 3  | 2                    | 5                    | 4                    |                      |                      |
| 2021-2022  | HC Kometa Brno                | Extraliga Tch. | 48  | 23               | 32               | 55               | 14               | 4                | 3  | 3                    | 6                    | 8                    |                      |                      |
| 2022-2023  | HC Vítkovice                  | Extraliga Tch. | 36  | 18               | 17               | 35               | 6                | 13               | 3  | 5                    | 8                    | 0                    |                      |                      |
| Totaux LNH | Totaux LNH                    | Totaux LNH     | 297 | 63               | 97               | 160              | 98               | -                | -  | -                    | -                    | -                    |                      |                      |

### En équipe nationale
| Année | Équipe     | Compétition                 |   | PJ | B | A | Pts | Pun                |  | Résultat |
| 2007  | États-Unis | Championnat du monde junior | 7 | 3  | 3 | 6 | 8   | Médaille de bronze |  |          |
| 2008  | États-Unis | Championnat du monde        | 7 | 0  | 4 | 4 | 0   | 4e position        |  |          |
| 2014  | États-Unis | Championnat du monde        | 8 | 1  | 3 | 4 | 2   | 6e position        |  |          |

## Trophées et honneurs personnels
- Ligue de hockey de l'Ouest
  - 2006 : nommé dans la 1re équipe d'étoiles de la conférence de l'Ouest
  - 2006 : remporte le Trophée Jim Piggott